# Džanapar

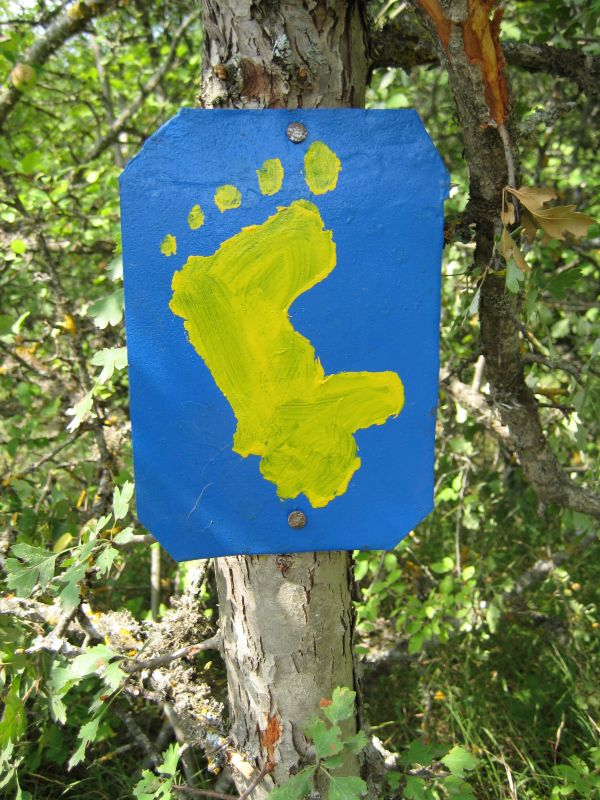
Značka označující Džanapar

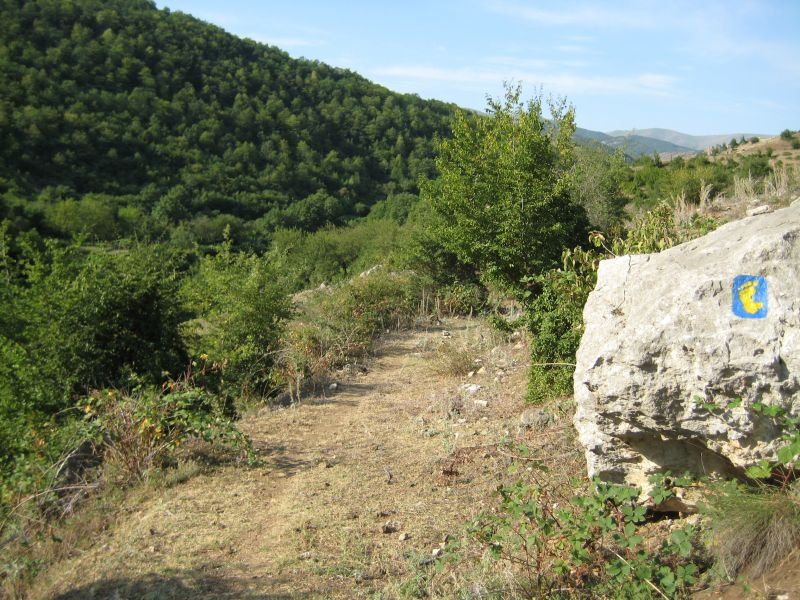
Část trasy u vesnice Karintak

Džanapar je značená pěší trasa v Náhorním Karabachu. Vede severojižním směrem. Severní konec se nachází v oblasti Šahumjan, jižní ve městě Hadrut. Trasa byla vyznačena v roce 2007. Vede po starých stezkách, přes hory, vesnice a města, okolo starých klášterů. Symbolem a značkou trasy je žlutý obrys bývalé Náhornokarabašské autonomní oblasti Ázerbájdžánské SSR na modrém pozadí.
Od války v Náhorním Karabachu v roce 2020 není možné putovat po celé délce trasy.